# Hamburg Ladies & Gents Cup 2022
L'Hamburg Ladies & Gents Cup 2022 è stato un torneo maschile e femminile di tennis professionistico. È stata la 10ª edizione del torneo maschile, facente parte della categoria Challenger 80 nell'ambito dell'ATP Challenger Tour 2022, con un montepremi di 45 730 €. È stata la 3ª edizione anche del torneo femminile , facente parte della categoriaW60 nell'ambito dell'ITF Women's World Tennis Tour 2022, con un montepremi di 60 000 $. Si è svolto dal 17 al 23 ottobre 2022 sui campi in cemento del DTB-Stützpunkt di Amburgo, in Germania.

## Torneo maschile

### Partecipanti

#### Teste di serie
| Nazionalità | Giocatore           | Ranking* | Testa di serie |
| ----------- | ------------------- | -------- | -------------- |
| Francia     | Grégoire Barrère    | 119      | 1              |
| Paesi Bassi | Jelle Sels          | 141      | 2              |
| Austria     | Dennis Novak        | 145      | 3              |
| Svizzera    | Alexander Ritschard | 182      | 4              |
| Svizzera    | Henri Laaksonen     | 183      | 5              |
| Turchia     | Altuğ Çelikbilek    | 230      | 6              |
| Rep. Ceca   | Jonáš Forejtek      | 238      | 7              |
| Ucraina     | Oleksii Krutykh     | 246      | 8              |

* Ranking al 10 ottobre 2022.

### Altri partecipanti
I seguenti giocatori hanno ricevuto una wild card per il tabellone principale:
- Nicola Kuhn
- Rudolf Molleker
- Marko Topo

Il seguente giocatore è entrato in tabellone come special exempt:
- Max Hans Rehberg

Il seguente giocatore è entrato in tabellone come alternate:
- Raphaël Collignon

I seguenti giocatori sono passati dalle qualificazioni:
- Julian Lenz
- Evgenij Donskoj
- Matteo Martineau
- Jeremy Jahn
- Andrew Paulson
- Ergi Kirkin

## Torneo femminile

### Teste di serie
| Nazionalità | Giocatrice          | Ranking* | Testa di serie |
| ----------- | ------------------- | -------- | -------------- |
| Belgio      | Ysaline Bonaventure | 133      | 1              |
| Ucraina     | Kateryna Baindl     | 139      | 2              |
| Italia      | Lucrezia Stefanini  | 140      | 3              |
| Grecia      | Despina Papamichail | 152      | 4              |
| Georgia     | Ekaterine Gorgodze  | 161      | 5              |
| Spagna      | Rebeka Masarova     | 180      | 6              |
| Germania    | Nastasja Schunk     | 211      | 7              |
|             | Anastasia Tikhonova | 234      | 8              |

* Ranking al 10 ottobre 2022.

### Altre partecipanti
Le seguenti giocatrici hanno ricevuto una wildcard per il tabellone principale:
- Mara Guth
- Carolina Kuhl
- Ella Seidel
- Joëlle Steur

Le seguenti giocatrici sono passate dalle qualificazioni:
- Malene Helgø
- Julia Middendorf
- Tayisiya Morderger
- Yana Morderger
- Tereza Smitková
- Julia Stusek
- Arina Vasilescu
- Ekaterina Yashina

Le seguenti giocatrici sono entrate in tabellone come lucky loser:
- Selina Dal
- Anna Klasen

## Campioni

### Singolare maschile
Alexander Ritschard ha sconfitto in finale  Christopher O'Connell con il punteggio di 7–5, 6–5 rit.

### Singolare femminile
Rebeka Masarova ha sconfitto in finale  Ysaline Bonaventure con il punteggio di 6–4, 6–3.

### Doppio maschile
Treat Conrad Huey /  Max Schnur hanno sconfitto in finale  Dustin Brown /  Julian Lenz con il punteggio di 7–6(6), 6–4.

### Doppio femminile
Miriam Kolodziejová /  Jesika Malečková hanno sconfitto in finale  Veronika Erjavec /  Malene Helgø con il punteggio di 6–4, 6–2.